# Scrivimi (Carlo Buti)
Scrivimi è un brano musicale del 1935 scritto da Enrico Frati per il testo e da Giovanni Raimondo per la musica, cantato da Carlo Buti.

## Descrizione
La canzone venne registrata il 26 settembre 1935 e pubblicata nello stesso anno nel singolo in gommalacca a 78 giri Santanotte a tutte quante/Scrivimi (Columbia, DQ 1639); l'anno successivo venne ristampata come lato A in Scrivimi/Questa notte ti dirò (Columbia, DQ 1962).
La canzone è l'invito da parte di un ragazzo alla fidanzata, di cui da parecchio tempo dopo la sua partenza non ha notizie, di scrivergli. Pezzo struggente, entrò subito nel repertorio di molti cantanti, e venne anche stampata una cartolina con il testo che veniva data ai soldati italiani in partenza per l'Abissinia.
Nel 1974 Franco Battiato inserì nella canzone Ethika fon Ethica dell'album Clic il primo verso del brano, Quando tu sei partita mi donasti una rosa.

## Cover
- 1935: Aldo Visconti, nel singolo Scrivimi (Excelsius, MA 7304)[7])
- 1960: Luciano Tajoli, nell'album Luciano Tajoli (CAR Juke Box, CRJLP 330004[8])
- 1964: Narciso Parigi, nel singolo a 45 giri Lo studente passa/Scrivimi (Pathé, AQ 1265[9])
- 1987: Mina, nell'album Rane supreme (PDU, pld 7054-7055[10])